# تيريسياس
كان تيريسياس في الأساطير اليونانية نبيًا أعمى للإله أبولو في مدينة طيبة، اشتُهِر باستبصاره وتحوله إلى امرأة لمدة سبع سنوات. كان نجل الراعي إيفريس والحورية كاريكلو.

## أسطورته
توجد ثمانية عشر إشارة إلى تيريسياس الأسطوري، لاحظها لوك بريسون،  والتي تنقسم إلى ثلاث مجموعات: الأولى تروي حلقة تغيير الجنس التي قام بها تيريسياس ثم لقاءه لاحقًا مع الالهة زيوس وهيرا؛ تروي المجموعة الثانية ما أصابه من العمى على يد أثينا؛ ويبدو أن الثالثة، التي كانت على وشك الضياع، قد روت مغامرات تيريسياس.

### العمى وهدية النبوة

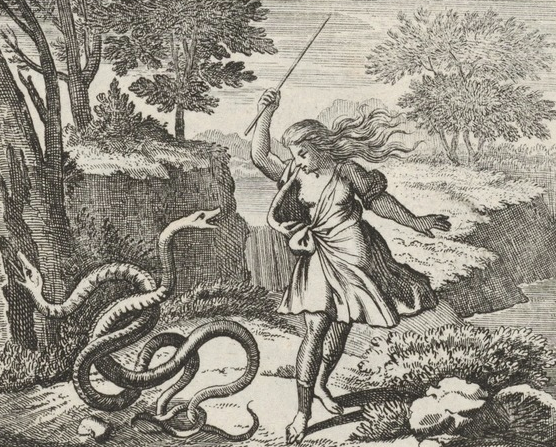
نقش يوضح تيريسياس يضرب ثعبانين بالعصا، فتحوله الالاهة هيرا إلى امرأة. نقش بواسطة يوهان أولريش كراوس عام 1690م. مأخوذة من Die Verwandlungen des Ovidii (تحولات أوفيد).

تيريسياس مثل غيره من العرافين ، تنوعت كيفية حصوله على معلوماته: في بعض الأحيان، كان يتلقى رؤى؛ وفي أحيان أخرى كان يستمع إلى تغريد الطيور، أو يطلب وصفًا للرؤى والصور التي تظهر داخل دخان المحرقات أو الأحشاء، فيفسرها. بليني الأكبر ينسب الفضل إلى تيريسياس في اختراع توسم الطير .
على جبل سيلين في البيلوبونيز ،  عندما صادف تيريسياس زوجًا من الثعابين تتزاوج، ضرب الزوج بعصاه. كانت الالاهة هيرا مستاءة من فعلته، فعاقبت تيريسياس بتحويله إلى امرأة. كامرأة، أصبحت تيريسياس كاهنة هيرا، وتزوجت وأنجبت أطفالًا (اختلفت الروايات في عددهم)، بما في ذلك مانتو ، التي امتلكت أيضًا موهبة النبوة. وبعد سبع سنوات من عملها كامرأة، وجدت تيريسياس ثعابين تتزاوج مرة أخرى؛ اعتمادًا على الأسطورة، إما أنها حرصت على ترك الثعابين بمفردها هذه المرة، أو بحسب هيجينوس (64ق.م – 17م)، فقد داست الثعابين. وفي كلتا الحالتين، ونتيجة لذلك، تم إطلاق سراح تيريسياس من عقوبته وسمح له باستعادة رجولته. تم تسجيل هذه القصة القديمة في السطور المفقودة لهسيودوس .
في العصر الهلنستي والروماني، تم تزيين تغيير جنس تيريسياس وتوسيعه إلى سبع حلقات، مع وجود علاقات غرامية مناسبة في كل منها، وربما كتبها الإسكندري بطليموس تشينوس ، ولكن نسبها يوستاثيوس إلى تيريسياس الرثائية المفقودة لسوستراتوس من فاناجوريا. يتم تقديم تيريسياس كشخصية حدية مُعقدة، تتوسط بين البشر والآلهة، ذكورًا وإناثًا، أعمى وبصيرًا، الحاضر والمستقبل، هذا العالم والعالم السفلي . وفقًا لإوستاثيوس، كانت تيريسياس في الأصل امرأة وعدت أبولو بخدماتها مقابل دروس موسيقية، لكنها رفضته بعد ذلك. لقد حولها أبولو إلى رجل، ثم مرة أخرى إلى امرأة في ظل ظروف غير واضحة، ثم إلى رجل بواسطة هيرا المُهانة، ثم إلى امرأة بواسطة زيوس. لقد أصبحت رجلاً مرة أخرى بعد لقاء مع الميوزات (آلهة الإلهام) ، حتى حولته أفروديت أخيرًا إلى امرأة مرة أخرى ثم إلى فأر.
وفقًا للملخص الأسطوري للمكتبة ،  تم سرد قصص مختلفة عن سبب عماه، والأكثر مباشرة هو أنه ببساطة تم إعمائه من قبل الآلهة لكشفه أسرارهم. قصة بديلة رواها فيريسيدس أعقبتها في قصيدة كاليماخوس "استحمام بالاس"؛ في ذلك، أصابت أثينا تيريسياس بالعمى بعد أن عثر عليها وهي تستحم عارية. توسلت والدته، تشاريكلو، وهي حورية من أثينا، إلى أثينا لكي تُبطِل لعنتها، لكن الإلاهة لم تستطع ذلك؛ وبدلاً من ذلك، قامت بتنظيف أذنيه،  ومنحته القدرة على فهم تغريد العصافير، وبالتالي هدية توسم الطير . في حلقة منفصلة،  دخل تيريسياس في جدال بين هيرا وزوجها زيوس ، حول من يتمتع بمتعة أكبر أثناء ممارسة الجنس: الرجل، كما ادعت هيرا، أو المرأة، كما ادعى زيوس. وبما أن تيريسياس قد اختبر كلا الأمرين، أجاب تيريسياس: "يتمتع الرجل بعشر المتعة والمرأة بتسعة أعشار". فضربته هيرا على الفور بالعمى بسبب معصيته لها. لم يستطع زيوس أن يفعل شيئًا لإيقافها أو عكس لعنتها، لكنه في المقابل منح تيريسياس هدية البصيرة  وعمرًا يصل إلى سبعة أرواح (سبعة أجيال).
ويقال إنه يفهم لغة الطيور ويمكنه التنبؤ بالمستقبل من خلال مؤشرات في النار أو الدخان. ومع ذلك، كانت اتصالات الموتى هي التي اعتمد عليها أكثر من غيرها، حيث كان يهددهم عندما يتأخرون عن حضوره.
يظهر تيريسياس بشكل درامي في الأوديسة ، الكتاب الحادي عشر، حيث يستدعي أوديسيوس أرواح الموتى ( النيكيا ). نظرًا لأن بيرسيفوني يسمح لتيريسياس بالاحتفاظ بقدراته على الاستبصار بعد الموت، فهو قادر على رؤية أوديسيوس من دون شرب الدم المطلوب عادةً للأرواح في العالم السفلي لتصبح واعيةً مرة أخرى. تقول مارينا وارنر: "كان تيريسياس حساسًا للغاية، حتى في الموت، لدرجة أنه يأتي إلى أوديسيوس ويتعرف عليه ويناديه باسمه قبل أن يشرب الدم الأسود للتضحية؛ حتى والدة أوديسيوس نفسها لا تستطيع تحقيق ذلك، ولكن يجب أن تشرب بعمق قبل أن يتمكن شبحها من رؤية ابنها بنفسه." 
بصفته عرافًا، كان "تيريسياس" "لقبًا شائعًا للعرافين عبر التاريخ الأسطوري اليوناني" (جريفز 1960، 105.5). في الأدب اليوناني ، يتم تقديم تصريحات تيريسياس دائمًا في أقوال مأثورة قصيرة غالبًا ما تكون غامضة ( معرفية )، ولكنها لا تكون خاطئة أبدًا. في كثير من الأحيان، عندما يرتبط اسمه بنبوءة أسطورية، يتم تقديمه ببساطة لتوفير شخصية للمثال العام للرائي، وليس من خلال أي صلة متأصلة بين تيريسياس والأسطورة: وبالتالي فإن تيريسياس هو الذي يخبر أمفيتريون عن زيوس وألكمينا و تحذر والدة نرجس من أن الصبي سوف يزدهر طالما أنه لا يعرف نفسه أبدًا. وهذا هو دوره الرمزي في المأساة اليونانية. وكما هو مثل معظم العرافين ، فهو بشكل عام متردد للغاية في تقديم كل ما يراه في رؤاه.

### تيريسياس وطيبة

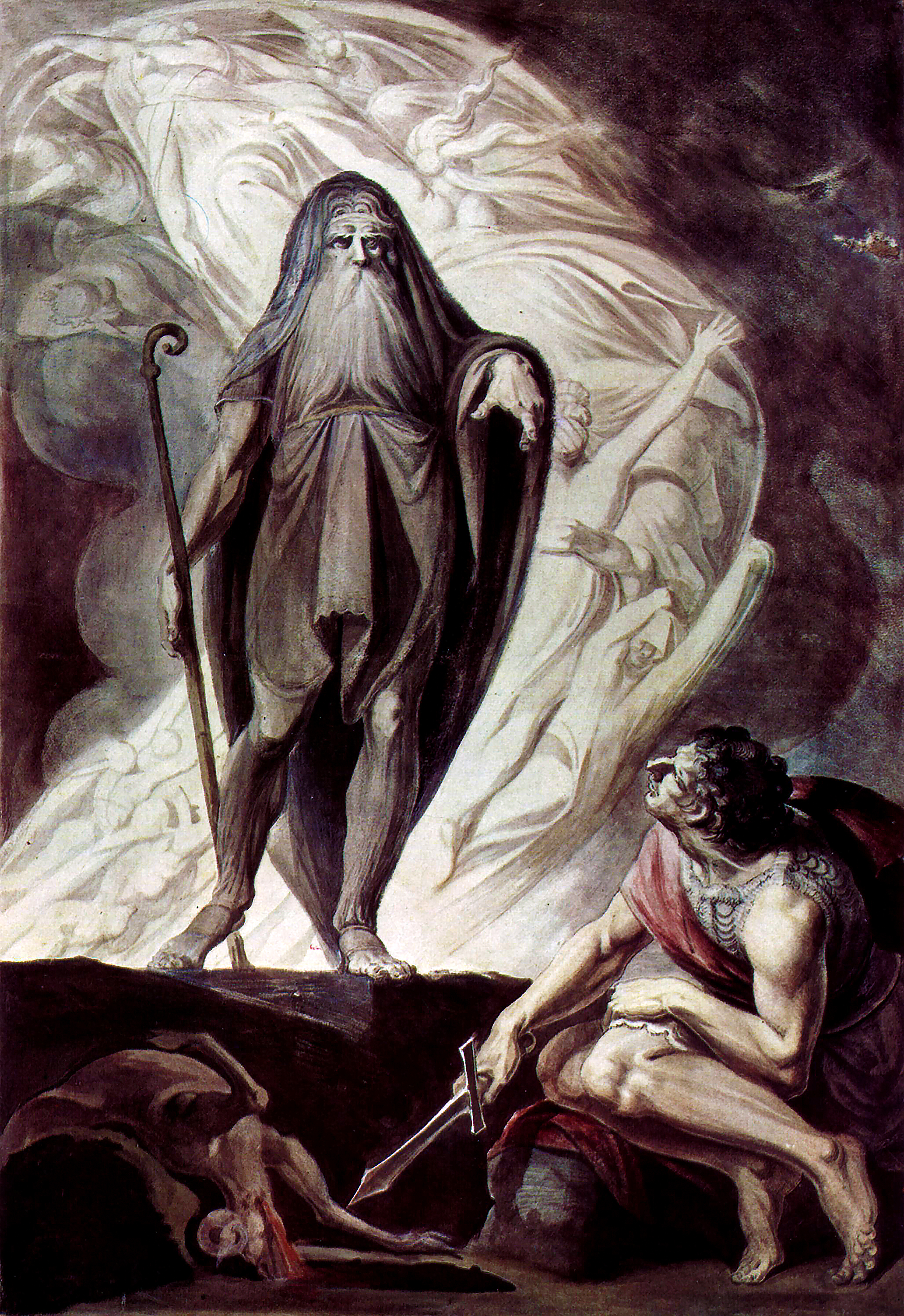
يظهر تيريسياس لأوديسيوس خلال نيكيا الأوديسة الحادي عشر، في هذه اللوحة المائية ذات درجات الحرارة للأنجلو-سويسري يوهان هاينريش فوسلي ، (ح. 1780م-1785م).

يظهر تيريسياس كاسم لشخصية متكررة في العديد من القصص والمآسي اليونانية المتعلقة بالتاريخ الأسطوري لطيبة . في كتاب الباشا ، بقلم يوربيدس ، يظهر تيسياس مع قدموس، مؤسس طيبة وأول ملك لها، لتحذير الملك الحالي بينثيوس من إدانة ديونيسوس كإله. جنبا إلى جنب مع قدموس، يرتدي ملابس عابد لديونيسوس ليصعد إلى الجبل لتكريم الإله الجديد مع نساء طيبة في احتفالاتهن الباشيكية.
في سوفوكليس، أوديب ريكس، أوديب، ملك طيبة، يدعو تيريسياس للمساعدة في التحقيق في مقتل الملك السابق لايوس . في البداية، يرفض تيريسياس إعطاء إجابة مباشرة ويلمح بدلاً من ذلك إلى أن القاتل هو شخص لا يرغب أوديب في العثور عليه حقًا. ومع ذلك، بعد أن أثار غضبه اتهام أوديب أولاً بأنه ليس لديه بصيرة ثم أن تيريسياس كان له يد في جريمة القتل، كشف أنه في الواقع كان أوديب نفسه هو الذي ارتكب الجريمة (عن غير قصد). غاضبًا، طرده أوديب من القصر، لكنه أدرك الحقيقة بعد ذلك.
يظهر تيريسياس أيضًا في رواية أنتيجون لسوفوكليس . يرفض كريون ، ملك طيبة الآن، السماح بدفن بولينيكس. ابنة أخيه، أنتيجون ، تتحدى الأمر ويتم القبض عليها؛ وكريون يأمر بدفنها حية. تعبر الآلهة عن عدم موافقتها على قرار كريون من خلال تيريسياس، الذي يقول لكريون "المدينة مريضة بسبب خطأك".
تيريسياس ونبوته متورطان أيضًا في قصة إبيجوني .

### موته
توفي تيريسياس بعد أن شرب الماء من نبع تيلفوسا الملوث، حيث تعرض للتخوزق بسهم أبولو.
نزل ظله إلى أسفوديل ميدوز ، المستوى الأول من هاديس . بعد وفاته، زاره أوديسيوس في العالم السفلي، وقدم له نصائح قيمة فيما يتعلق ببقية رحلته، مثل كيفية تجاوز سيلا وشاريبديس . كما نصحه بعدم أكل ماشية هيليوس في ثريناسيا (النصيحة التي لم يتبعها رجال أوديسيوس، مما أدى إلى مقتلهم بصواعق زيوس أثناء العاصفة).